# Ružić
Ružić es un municipio de Croacia en el condado de Šibenik-Knin.

## Geografía
Se encuentra a una altitud de 305 m s. n. m. a 368 km de la capital nacional, Zagreb. Hasta la reorganización territorial formaba parte del ejido de la ciudad de Drniš. El centro administrativo del municipio no es la localidad homónima, sino Gradac.

## Demografía
En el censo 2011 el total de población del municipio fue de 1591 habitantes, distribuidos en las siguientes localidades:
- Baljci - 3
- Čavoglave - 168
- Gradac - 317
- Kljake - 261
- Mirlović Polje - 170
- Moseć - 75
- Otavice - 183
- Ružić - 266
- Umljanović - 148

| Gráfica de población de Ružić 1857-2011                             |
|                                                                     |
| Según los censos de población de la oficina estadística de Croacia. |